# Laguo
Laguo (kinesiska: 拉果乡, 拉果) är en socken i Kina. Den ligger i provinsen Sichuan, i den sydvästra delen av landet, omkring 370 kilometer söder om provinshuvudstaden Chengdu. Antalet invånare är 3 417. Befolkningen består av 1 631 kvinnor och 1 786 män. Barn under 15 år utgör 34 %, vuxna 15-64 år 58 %, och äldre över 65 år 7,0 %.
Genomsnittlig årsnederbörd är 1 211 millimeter. Den regnigaste månaden är juli, med i genomsnitt 275 mm nederbörd, och den torraste är januari, med 5 mm nederbörd.